# Laura Mosselman du Chenoy
Laura Mosselman du Chenoy (Brussel, 22 december 1851 - Napels, 1 juni 1925) was een Belgische edelvrouw. Ze was de grootmoeder van koningin Paola.

## Familie
Laura Mosselman du Chenoy was de tweede dochter van Théodore Mosselman du Chenoy (1804-1876), bankier en liberaal senator, en Isabelle Coghen (1822-1891), dochter van bankier en liberaal politicus Jacques Coghen. Een deel van haar voorouders, waaronder Petronella Joanna Muts, zijn afkomstig uit de Kempen en hebben ook Nederlandse voorouders.
De familie Mosselman du Chenoy woonde in het kasteel Wolvendael te Ukkel, thans cultureel centrum van de gemeente Ukkel en in het Domaine du Chenoy in Court-Saint-Étienne.

### Kinderen
Mosselman du Chenoy trouwde in 1877 in Brussel met Fulco Beniamino Tristano Ruffo di Calabria (1848-1901), vijfde hertog van Guardia Lombarda, 16e graaf van Sinopoli en burgemeester van Napels. Ze kregen twee zoons en een dochter:
- Eleonora Ruffo di Calabria (1882-1957), trouwde in 1911 in Den Haag met prins Carlo Grifeo di Partena (1873-1914), en in 1918 in Napels met Edmond Paul Chedeville (1882-1939). Ze kreeg een dochter uit haar eerste huwelijk, Valdetta Grifeo di Partena (1914-1958), die met de Franse diplomaat Albert de Schonen (1912-2007) was gehuwd, met afstammelingen tot heden.
- Fulco Ruffo di Calabria (1884-1946), Italiaans officier en senator, trouwde in 1919 in Turijn met Luisa Gazelli di Rossana e di Sebastiano (1896-1989). Ze kregen drie zoons en vier dochters, waaronder koningin Paola, met afstammelingen tot heden.
- Ludovico Ruffo di Calabria (1885-1952), huwde in 1909 in La Roche-en-Ardenne met Agnès Orban de Xivry (1886-1944), dochter van baron Alfred Orban de Xivry, provincieraadslid van Brabant en senator, en in 1946 in Elsene met Jacqueline Terlinden (1912-2007), dochter van burggraaf Charles-Alexis Terlinden, historicus en hoogleraar aan de Katholieke Universiteit Leuven. Hij kreeg een dochter uit zijn eerste huwelijk, Yolande Ruffo di Calabria (1911-1946), maar zonder nakomelingen.

## Bruidssluier
De bruidssluier die Laura droeg in 1877 werd in 1919 ook gedragen door haar schoondochter Luisa. De moeder schonk dit familiestuk aan haar dochter Paola, die het bij haar huwelijk met koning Albert, Prins van Luik droeg.
De bruidssluier werd bij hun huwelijk gedragen door prinses Astrid, Mathilde en Claire. Restauraties gebeurden in 1984 en 1999. Deze sluier, in Brusselse Duchesse-kant, behoort tot het familiepatrimonium van de prinsen Ruffo di Calabria. Koningin Paola is de huidige eigenares.